# Христианское богословие
Христианское богословие — система различных богословских дисциплин в рамках христианства, каждая из которых излагает различные стороны вероучения и культа.
Традиционно в христианстве под богословием понимается систематический анализ природы, замыслов и деятельности Бога как попытка говорить о Божественном существе.